# Julius Schnorr von Carolsfeld
Julius Schnorr von Carolsfeld (født 26. marts 1794 i Leipzig, død 24. maj 1872 i Dresden) var en tysk maler.
Julius var søn af maleren og radereren Veit Johann (Hans) Schnorr (1764—1841, direktør for Leipzig-Akademiet),. Efter kunstnerisk uddannelse under faren og på Wien Kunstakademi (Heinrich Friedrich Füger) tog Schnorr 1817 til Italien. I Rom sluttede han sig til Peter von Cornelius, Friedrich Overbeck og deres kreds og til den ny kristeligromantiske og nazarenske kunstbevægelse (det store Brylluppet i Kana [1819], Jakob og Rachel med mere); 1820—26 optoges han af et større freskoarbejde: Udsmykningen af et værelse i Villa Massimo med 23 kompositioner efter Ludovico Ariostos Rasende Roland. Tilnærmelsen til nazarenerne blev dog for ham kun et gennemgangspunkt i udviklingen. Som han under ny-katolicismen havde bevaret sin protestantiske tro, forstod han at bevare sin kunstneriske selvstændighed over for tidens strømninger. Ingen stor ånd, men fantasifuld, ærlig og alvorlig i sit arbejde blev han en kunstens justemilieu-mand. 1827 blev han professor ved Münchens Akademi. Til slottet malede han a fresco en række Niebelungen-billeder færdiggjort i 1867, samt i enkaustisk teknik kække og livfulde skildringer fra Karl den Stores, Frederik Barbarossas og Rudolf af Habsburgs liv. 1846—71 virkede Schnorr som akademiprofessor og direktør for Galleriet i Dresden. Fra denne tid stammer arbejder som Kristus med Korset og Sigfrid’s Afsked med Chrimhild, og en mængde illustrationsarbejder. Schnorr er måske betydeligst som illustrator; først og fremmest hans i træsnit vidtudbredte bibelillustrationer, endvidere tegningerne til den Cottaske pragtudgave af Der Niebelungen Not; til Saint Paul's Cathedral i London udførte Schnorr en del kartons til glasmalerier. Arbejder af Schnorr i mange tyske museer feks. i Maximilianeum i München: Luther i Worms. En række på ca. 100 landskabelige naturstudier fra 1819—27 udgav Jordan 1878.

## Ældre litteratur
- Briefe aus Italien von Julius Schnorr von Carolsfeld, Gotha, 1886
- Tagebücher, 1895, udgivet af sønnen Franz von Schnorr;
- Hans Wolfgang Singer, Julius Schnorr von Carolsfeld, Bielefeld/Leipzig, 1911, Künstler-Monographien 103

1. ↑  Navnet er anført på engelsk og stammer fra Wikidata hvor navnet endnu ikke findes på dansk.
2. ↑  Navnet er anført på engelsk og stammer fra Wikidata hvor navnet endnu ikke findes på dansk.